# Odontobracon niger
Odontobracon niger är en stekelart som beskrevs av Marsh 1988. Odontobracon niger ingår i släktet Odontobracon och familjen bracksteklar. Inga underarter finns listade i Catalogue of Life.